# Pont cantilever de Punakha
Le pont cantilever de Punakha sur la rivière Mo Chhu (Puna Mochhu Bazam) constitue un point d'accès au Dzong de Punakha.

## Description
Le pont de Punakha et un pont couvert constitué de poutres en bois cantilever. Il est flanqué de deux tours en maçonnerie de part et d'autre.

## Histoire
La construction, en 1637, d'un pont cantilever couvert en bois est contemporaine de celle du Dzong de Punakha. L'ouvrage a été emporté par une crue consécutive à la rupture et la chute d'un glacier en 1958. Seule la tour Ouest fut épargnée.
Le pont a été restauré entre 2006 et 2008 grâce à un mécénat allemand. Le nouveau pont a conservé l'ancienne tour mais placé la seconde vingt mètres plus loin. En effet la portée est passée de trente-cinq mètres à cinquante-cinq.
La remise en service de ce point d'accès au Dzong a permis la tenue des fastes traditionnels pour le centenaire de la monarchie et le couronnement du nouveau roi Jigme Khesar Namgyel Wangchuck.